# Aneuploidie
Die Aneuploidie (von altgriechisch ἀν- an-, deutsch ‚nicht-‘; altgriechisch εὖ eu, deutsch ‚gut, wohl, gehörig, recht‘ und -ploid = -fach, das sich aus dem Wortstamm von altgriechisch ἁπλοῦς haplus, deutsch ‚einfach‘ und altgriechisch διπλοῦς diplus, deutsch ‚zweifach‘ usw. herleitet) ist eine Genommutation (numerische Chromosomenaberration), bei der einzelne Chromosomen in einer vom üblichen Chromosomensatz abweichenden Anzahl vorhanden sind, also entweder öfter, weniger oft oder ganz fehlen. Liegt keine Aneuploidie vor, spricht man von Euploidie.

## Formen
Folgende Formen können auftreten:
- Nullisomie: ein homologes Chromosomenpaar fehlt
- Monosomie: ein einzelnes Chromosom fehlt. Gelegentlich wird auch die Deletion eines größeren Chromosomenstückes als „partielle Monosomie“ bezeichnet.
- Polysomie: mindestens ein homologes Chromosom ist zu viel, Spezialfall Trisomie: ein homologes Chromosom ist zu viel.

## Aneuploidien beim Menschen
Im Gegensatz zu anderen genetischen Modellorganismen kommt Aneuploidie beim Menschen häufig vor. Es wird abgeschätzt, dass etwa 10 bis 30 Prozent der befruchteten menschlichen Eizellen eine inkorrekte Chromosomenzahl aufweisen (in der Regel Trisomie oder Monosomie). Aneuploidie ist damit eine häufige Ursache für Fehlgeburten: Etwa ein Drittel der überprüften Föten bei Fehlgeburten wiesen Aneuploidie auf, was diese zur wichtigsten Einzelursache macht. Etwa 0,3 Prozent der lebendgeborenen Kinder weisen Aneuploidie auf, meist entweder Trisomie 21 oder eine Aneuploidie der Geschlechtschromosomen.
Da bei den weiblichen Keimzellen die zweite meiotische Teilung erst nach der Befruchtung erfolgt, treten Fehler bei der Segregation der Chromosomen, die zu Aneuploidie führen, bei Eizellen häufiger auf als bei Spermien. Damit der physische Kontakt zwischen den Chromosomen bei der Anaphase I nicht verloren geht, ist in jedem Chromosom mindestens ein Chiasma, verursacht durch Crossing-over erforderlich; die Crossing-over-Rate liegt daher bei Eizellen weitaus höher als bei Spermien.
Ein fehlendes Autosom oder ein Fehlen des X-Chromosoms beim Mann ist letal – der Nachwuchs ist nicht lebensfähig. Zellen mit zusätzlichen Gonosomen sind lebensfähig, zusätzliche Autosomen führen in der Regel zu schwerwiegenden Behinderungen, falls ein Überleben überhaupt möglich ist.
Autosomale Aneuploidien:
- Monosomien (das jeweilige Chromosom liegt einfach (monosom) in allen oder einigen Körperzellen vor)
  - Distale Monosomie 3p[2]
  - Monosomie 8q22.1 (Nablus-mask-like-facial-Syndrom)
  - (Partielle) Monosomie 9p[3][4]
- Trisomien (das jeweilige Chromosom liegt dreifach (trisom) in allen oder einigen Körperzellen vor)
  - Trisomie 8 (Warkany-Syndrom 2)
  - Trisomie 9
  - Trisomie 13 (Pätau-Syndrom/D1-Trisomie)
  - Trisomie 18 (Edwards-Syndrom/E1-Trisomie)
  - Trisomie 21 (Down-Syndrom)

Gonosomale Aneuploidien:
- Monosomie X (Turner-Syndrom): bei der Frau fehlt ein X-Chromosom.
- Poly-X-Syndrom: das X-Chromosom bei der Frau liegt mehrfach vor (üblich sind zwei X-Chromosomen). Am häufigsten ist das Triple-X-Syndrom.
- Klinefelter-Syndrom: das X-Chromosom beim Mann liegt doppelt vor (üblich ist ein X-Chromosom).
- XYY-Syndrom: das Y-Chromosom des Mannes liegt doppelt vor.

Krebszellen sind häufig aneuploid. Gegenstand der Forschung ist, ob die Aneuploidie von Krebszellen Ursache oder Folge der Erkrankung ist.

## Aneuploidie-Screening
Das Aneuploidie-Screening ist eine Form der Präimplantationsdiagnostik (PID), bei der ein in vitro erzeugter Embryo auf das Vorliegen einer Aneuploidie hin untersucht wird. Während die PID zum Nachweis eines bestimmten Gendefekts eine sogenannte molekulargenetische Untersuchung auf der Ebene der DNA darstellt, ist das Aneuploidie-Screening eine zytogenetische Untersuchung zur Abklärung der Zahl und Struktur der einzelnen Chromosomen. Aneuploidien gelten gemeinhin als ursächlich für einen Großteil der Fertilitätsstörungen. Ziel des Aneuploidie-Screenings ist es, Embryonen mit einem normalen Chromosomensatz (euploide Embryonen) für den Transfer auszuwählen. Man erhofft sich, so die Erfolgsrate der In-vitro-Fertilisation steigern zu können.

## Aneuploidie und Krebsentstehung
Theodor Boveri beobachtete vor mehr als einem Jahrhundert die Aneuploidie in Krebszellen. Er schlug vor, dass Krebszellen von einer einzigen Vorläuferzelle abstammen, die das Potenzial zur unkontrollierten kontinuierlichen Proliferation erwirbt. Heute ist bekannt, dass Aneuploidie bei praktisch allen Krebsarten beobachtet wird. Der Gewinn und Verlust von chromosomalem Material in neoplastischen Zellen wird als ein Prozess der Diversifizierung angesehen, der zum Überleben der fittesten Zellklone führt. Nach Darwins Evolutionstheorie bestimmt die Umwelt die Gründe dafür, wie die Selektion stattfindet, und die genetischen Merkmale, die für eine bessere Anpassung erforderlich sind. Dieses Konzept lässt sich auf den Prozess der Karzinogenese übertragen und verbindet die Fähigkeit von Krebszellen, sich an verschiedene Umgebungen anzupassen und einer Chemotherapie zu widerstehen, wobei die genomische Instabilität die treibende Kraft der Tumorentwicklung und -progression ist. Mutationen sind seit langem als Hauptursache der Genominstabilität in Krebszellen bekannt. Eine alternative Hypothese besagt jedoch, dass Aneuploidie eine primäre Ursache für Genominstabilität sei und nicht nur eine einfache Folge des malignen Transformationsprozesses. Laut einer 2008 veröffentlichten Studie sei es sehr wahrscheinlich, dass beide Phänomene eng miteinander verbunden sind. Darin wurde der epigenetische Ursprung von aneuploiden Zellen untersucht. Epigenetische Vererbung ist definiert als zelluläre Information – außer der DNA-Sequenz selbst –, die während der Zellteilung vererbbar ist. DNA-Methylierung und Histon-Modifikationen umfassen zwei der wichtigsten epigenetischen Modifikationen, die für viele physiologische und pathologische Zustände, einschließlich Krebs, bedeutsam sind. Aberrante DNA-Methylierung ist die häufigste molekulare Läsion bei Krebszellen, sogar häufiger als Genmutationen. Tumorsuppressor-Gen-Silencing durch CpG-Insel-Promoter-Hypermethylierung sei möglicherweise die häufigste epigenetische Modifikation in Krebszellen. Epigenetische Eigenschaften von Zellen können durch verschiedene Faktoren wie Umwelteinflüsse, bestimmte Nährstoffmängel, Strahlung usw. verändert werden. Einige dieser Veränderungen wurden mit der Bildung von aneuploiden Zellen in vivo in Verbindung gebracht. Es gibt immer mehr Hinweise darauf, dass Aneuploidie durch chromosomale Instabilität erzeugt und verursacht wird. Die Ergebnisse der Studie unterstützen die Annahme, dass in diesem Kontext nicht nur die Genetik, sondern auch die Epigenetik in erheblichem Maße zur Bildung aneuploider Zellen beiträgt.